# Lonchaea claripennis
Lonchaea claripennis är en tvåvingeart som beskrevs av Macquart 1843. Lonchaea claripennis ingår i släktet Lonchaea och familjen stjärtflugor. Inga underarter finns listade i Catalogue of Life.